# قائمة المناطق المحمية في السعودية
قائمة المناطق المحمية في السعودية هي قائمة بالمواقع التي تتلقى الحماية بسبب قيمها الطبيعية أو البيئية أو الثقافية المعترف بها في المملكة العربية السعودية. هناك حوالي 70 منطقة محمية في السعودية، منها 29 منطقة مدرجة و41 منطقة مُقتَرحة، وهي مصنفة بحسب الاتحاد الدولي لحفظ الطبيعي (IUCN) إلى سبعة أصناف.

## القائمة
| Ia: محمية طبيعية متكاملة | Ib: منطقة برية | II:متنزه وطني | III:تراث طبيعي |

| IV:منطقة لإدارة الموائل أو الأصناف | V:منظر طبيعي أو بحري محمي | VI:مناطق محمية لإدارة الموارد البشرية |

### المناطق المدرجة
| الاسم                     | سنة التعيين | النوع                 | المساحة (كم2) | تصنيف الاتحاد الدولي لحفظ الطبيعية | الجهة المسؤولة                               | المنطقة                           | أقرب محافظة          | الاحداثيات                                        |
| ------------------------- | ----------- | --------------------- | ------------- | ---------------------------------- | -------------------------------------------- | --------------------------------- | -------------------- | ------------------------------------------------- |
| الحرم المدني              | —           | حرم مقدس              | 1376.00       | V                                  | أمانة منطقة المدينة المنورة                  | منطقة المدينة المنورة             | المدينة المنورة      | 24°28′04″N 39°36′40″E / 24.4676582°N 39.611131°E  |
| الحرم المكي               | —           | حرم مقدس              | 571.38        | V                                  | أمانة العاصمة المقدسة                        | منطقة مكة المكرمة                 | مكة المكرمة          | 21°25′21″N 39°49′34″E / 21.4224779°N 39.8261177°E |
| حمى الغضا                 | —           | حمى/منطقة استجمام     | 1186.22       | VI                                 | محافظة عنيزة والمجتمع المحلي                 | منطقة القصيم                      | عنيزة                | 26°01′38″N 43°52′02″E / 26.0272043°N 43.8671022°E |
| حفر الباطن                | —           | محمية عسكرية          | 4128.98       | VI                                 | وزارة الدفاع                                 | المنطقة الشرقية                   | حفر الباطن           | 27°58′38″N 45°32′27″E / 27.977318°N 45.5408484°E  |
| جبل الكور                 | —           | محمية عسكرية          | 200.63        | VI                                 | وزارة الدفاع                                 | منطقة مكة المكرمة                 | رنية                 | 21°04′05″N 42°49′49″E / 21.068048°N 42.830350°E   |
| منتزه عسير الوطني         | 1981        | متنزه وطني            | 6490.70       | VI                                 | وزارة البيئة والمياه والزراعة                | منطقة عسير                        | أبها                 | 18°12′01″N 42°29′44″E / 18.2001866°N 42.4954603°E |
| منتزه الغاط الوطني        | 2001        | متنزه وطني            | 58.67         | VI                                 | وزارة البيئة والمياه والزراعة                | منطقة الرياض                      | الغاط                | 25°57′40″N 45°02′27″E / 25.9610818°N 45.0407195°E |
| منتزه شعيب حريملاء الوطني | —           | متنزه وطني            | 147.32        | VI                                 | وزارة البيئة والمياه والزراعة                | منطقة الرياض                      | حريملاء              | 25°02′47″N 46°00′05″E / 25.0463008°N 46.0014754°E |
| محمية ريدة                | 1989        | محمية طبيعية          | 9.33          | IV                                 | المركز الوطني لتنمية الحياة الفطرية          | منطقة عسير                        | أبها                 | 18°12′22″N 42°24′34″E / 18.2060889°N 42.4093933°E |
| روضة التنهات              | —           | غير معروف             | 36.31         | III                                | وزارة البيئة والمياه والزراعة الديوان الملكي | منطقة الرياض                      | المجمعة              | 26°04′40″N 46°30′41″E / 26.07788°N 46.5114616°E   |
| روضة خريم                 | —           | غير معروف             | 314.25        | III                                | وزارة البيئة والمياه والزراعة الديوان الملكي | منطقة الرياض                      | رماح                 | 25°23′07″N 47°17′15″E / 25.3853798°N 47.2874435°E |
| محمية الوعول              | 1988        | منطقة محمية           | 2369.0        | II                                 | المركز الوطني لتنمية الحياة الفطرية          | منطقة الرياض                      | الحريق حوطة بني تميم | 23°21′59″N 46°26′21″E / 23.3663977°N 46.4393002°E |
| محمية مجامع الهضب         | 1993        | منطقة محمية           | 3400.0        | VI                                 | المركز الوطني لتنمية الحياة الفطرية          | منطقة مكة المكرمة                 | رنية                 | 21°31′39″N 43°37′45″E / 21.5273706°N 43.6291672°E |
| الأراضي الرطبة بالحائر    | —           | محمية                 | 123.53        | VI                                 | الهيئة الملكية لمدينة الرياض                 | منطقة الرياض                      | الرياض               | 24°22′18″N 46°52′10″E / 24.3716465°N 46.8695709°E |
| سبخة الفصل                | —           | محمية                 | 4.70          | IV                                 | الهيئة الملكية للجبيل وينبع                  | المنطقة الشرقية                   | الجبيل               | 27°03′40″N 49°30′11″E / 27.0610462°N 49.5029727°E |
| وادي لبن                  | 2005        | محمية                 | 150.00        | VI                                 | الهيئة الملكية لمدينة الرياض                 | منطقة الرياض                      | الرياض               | 24°34′34″N 46°25′58″E / 24.5761432°N 46.4328217°E |
| محمية ينبع الساحلية       | —           | محمية                 | 10.40         | IV                                 | الهيئة الملكية للجبيل وينبع                  | منطقة المدينة المنورة             | ينبع                 | 23°56′01″N 38°16′40″E / 23.9337082°N 38.2778537°E |
| محمية عروق بني معارض      | 1993        | محمية استخدام الموارد | 12787.00      | VI                                 | المركز الوطني لتنمية الحياة الفطرية          | منطقة نجران                       | —                    | 19°20′13″N 45°54′14″E / 19.3369508°N 45.9039509°E |
| محمية الجندلية            | 1995        | محمية استخدام الموارد | 1188.90       | VI                                 | المركز الوطني لتنمية الحياة الفطرية          | منطقة الرياض                      | المجمعة              | 27°17′22″N 45°07′17″E / 27.2893313°N 45.1213775°E |
| محمية الخنفة              | 1987        | محمية استخدام الموارد | 19339.00      | VI                                 | المركز الوطني لتنمية الحياة الفطرية          | منطقة تبوك                        | تيماء                | 28°29′20″N 38°30′05″E / 28.488758°N 38.5014151°E  |
| محمية التيسية             | 1995        | محمية استخدام الموارد | 4272.20       | VI                                 | المركز الوطني لتنمية الحياة الفطرية          | منقطة القصيم منقطة حائل           | الأسياح بقعاء        | 27°59′35″N 43°56′37″E / 27.9930149°N 43.9436755°E |
| محمية الطبيق              | 1989        | محمية استخدام الموارد | 12105.00      | VI                                 | المركز الوطني لتنمية الحياة الفطرية          | منطقة تبوك                        | تبوك                 | 29°31′41″N 37°07′33″E / 29.528108°N 37.1258544°E  |
| محمية جزر فرسان           | 1988        | محمية استخدام الموارد | 5408.00       | VI                                 | المركز الوطني لتنمية الحياة الفطرية          | منطقة جازان                       | جيزان                | 16°43′55″N 41°57′33″E / 16.7318344°N 41.9591571°E |
| محمية جبل شدا الأعلى      | 2002        | محمية استخدام الموارد | 68.62         | VI                                 | المركز الوطني لتنمية الحياة الفطرية          | منطقة الباحة                      | المخواة              | 19°51′15″N 41°18′39″E / 19.8540842°N 41.3109685°E |
| محمية نفود العريق         | 1995        | محمية استخدام الموارد | 2036.10       | VI                                 | المركز الوطني لتنمية الحياة الفطرية          | منقطة القصيم                      | —                    | 25°15′11″N 42°25′59″E / 25.2529694°N 42.4331504°E |
| محمية سجا وأم الرمث       | 1995        | محمية استخدام الموارد | 6528.20       | VI                                 | المركز الوطني لتنمية الحياة الفطرية          | منقطة مكة المكرمة                 | المويه               | 22°30′23″N 42°28′21″E / 22.5064952°N 42.4724531°E |
| محمية حرة الحرة           | 1987        | محمية طبيعية خاصة     | 13775.00      | Ia                                 | المركز الوطني لتنمية الحياة الفطرية          | منطقة الحدود الشمالية منطقة الجوف | —                    | 30°56′22″N 38°59′16″E / 30.9394358°N 38.9876814°E |
| محمية محازة الصيد         | 1988        | محمية طبيعية خاصة     | 2553.00       | Ia                                 | المركز الوطني لتنمية الحياة الفطرية          | منطقة مكة المكرمة                 | الخرمة               | 22°14′41″N 41°50′25″E / 22.2447122°N 41.8402024°E |
| محمية جزر أم القماري      | 1977        | محمية طبيعية خاصة     | 4.03          | Ia                                 | المركز الوطني لتنمية الحياة الفطرية          | منطقة مكة المكرمة                 | القنفذة              | 18°58′59″N 41°06′03″E / 18.9829215°N 41.1007825°E |

### المناطق المقترحة
| الاسم                        | سنة التعيين | النوع                   | المساحة (كم2) | تصنيف الاتحاد الدولي لحفظ الطبيعية | الجهة المسؤولة                                                              | المنطقة                      | أقرب محافظة             | الاحداثيات                                        |
| ---------------------------- | ----------- | ----------------------- | ------------- | ---------------------------------- | --------------------------------------------------------------------------- | ---------------------------- | ----------------------- | ------------------------------------------------- |
| أشجار اللبخ بوادي جورة       | —           | محمية بيولوجية          | 0.22          | IV                                 | بلدية الدائر                                                                | منطقة جازان                  | الدائر                  | 17°21′02″N 43°07′58″E / 17.3505851°N 43.1328778°E |
| محمية الظهران الطبيعية       | —           | متنزه بيئي              | 1.0           | IV                                 | أرامكو السعودية                                                             | المنطقة الشرقية              | الظهران                 | 26°16′36″N 50°06′39″E / 26.2766531°N 50.1108036°E |
| خليج تاروت                   | 1990        | متنزه بيئي              | 346.69        | IV                                 | وزارة البيئة والمياه والزراعة وزارة الشؤون البلدية والقروية أرامكو السعودية | المنطقة الشرقية              | رأس تنورة القطيف الدمام | 26°34′42″N 50°07′17″E / 26.5784575°N 50.1215234°E |
| دحول معقلاء                  | 1990        | متنزه جيولوجي           | 314.25        | III                                | هيئة المساحة الجيولوجية السعودية                                            | المنطقة الشرقية              | —                       | 26°32′19″N 47°10′25″E / 26.5385092°N 47.1736477°E |
| حمى بني سار                  | —           | حمى/محمية الغلاف الحيوي | 3.38          | V                                  | مجتمعات محلية                                                               | منطقة الباحة                 | الباحة                  | 20°08′07″N 41°25′40″E / 20.1354068°N 41.4277571°E |
| حمى ثمالة                    | —           | حمى/محمية الغلاف الحيوي | 7.46          | V                                  | مجتمعات محلية                                                               | منطقة مكة المكرمة            | الطائف                  | 21°06′35″N 40°33′02″E / 21.1097989°N 40.550497°E  |
| حمى قريش                     | —           | حمى/محمية ريفية         | 15.01         | V                                  | مجتمعات محلية                                                               | منطقة مكة المكرمة            | الطائف                  | 21°17′27″N 40°19′02″E / 21.2907639°N 40.3171216°E |
| جبل رال                      | —           | حمى/محمية ريفية         | 69.07         | V                                  | مجتمعات محلية                                                               | منطقة تبوك                   | الوجه                   | 25°56′36″N 37°08′37″E / 25.9433614°N 37.1435006°E |
| جبل شِرعان                    | —           | متنزه طبيعي             | 129.40        | III                                | محافظة العلا والقطاع الخاص                                                  | منطقة المدينة المنورة        | العلا                   | 26°54′12″N 38°16′17″E / 26.9033452°N 38.2714522°E |
| حرة عويرض                    | 1990        | محمية طبيعية            | 5165.17       | Ib                                 | المركز الوطني لتنمية الحياة الفطرية                                         | منطقة المدينة المنورة        | العلا                   | 27°01′27″N 37°34′42″E / 27.0243012°N 37.5784052°E |
| جبل أجا                      | 1987        | محمية طبيعية            | 2202.91       | II                                 | المركز الوطني لتنمية الحياة الفطرية                                         | منطقة حائل                   | حائل                    | 27°27′56″N 41°27′03″E / 27.4656108°N 41.4508115°E |
| جبل بثرة / وادي تربة         | 1990        | محمية طبيعية            | 316.56        | II                                 | المركز الوطني لتنمية الحياة الفطرية                                         | منطقة مكة المكرمة            | الطائف                  | 20°25′25″N 41°09′01″E / 20.4235074°N 41.1501989°E |
| جبل رضوى                     | 1990        | محمية طبيعية            | 1673.02       | Ib                                 | المركز الوطني لتنمية الحياة الفطرية                                         | منطقة المدينة المنورة        | ينبع                    | 24°32′08″N 38°21′31″E / 24.5354673°N 38.3587222°E |
| مخشوش                        | 1990        | محمية طبيعية            | 267.63        | IV                                 | المركز الوطني لتنمية الحياة الفطرية                                         | منطقة مكة المكرمة منطقة عسير | القنفذة البرك           | 18°37′36″N 41°16′57″E / 18.6266195°N 41.2824286°E |
| وادي لجب / جبل القهر         | 1990        | محمية طبيعية            | 719.85        | II                                 | المركز الوطني لتنمية الحياة الفطرية                                         | منطقة جازان                  | الريث                   | 17°39′17″N 42°53′14″E / 17.654695°N 42.8872177°E  |
| جبل اللوز                    | 1990        | محمية                   | 489.82        | VI                                 | وزارة الدفاع                                                                | منطقة تبوك                   | البدع                   | 28°38′45″N 35°17′09″E / 28.6458581°N 35.2859615°E |
| جبل طخفة                     | 2000        | محمية                   | 147.32        | IV                                 | وزارة البيئة والمياه والزراعة إماراة منطقة القصيم                           | منطقة الرياض منطقة القصيم    | الدوادمي ضرية           | 24°52′50″N 43°07′31″E / 24.8806907°N 43.125175°E  |
| جبل أثرب / البلس             | 1990        | محمية                   | 308.89        | VI                                 | وزارة البيئة والمياه والزراعة                                               | منطقة الباحة                 | بلجرشي                  | 19°46′26″N 41°42′50″E / 19.7738822°N 41.7139074°E |
| محمية الجبيل للأحياء الفطرية | 1991        | محمية                   | 2369.05       | VI                                 | المركز الوطني لتنمية الحياة الفطرية أرامكو السعودية                         | المنطقة الشرقية              | الجبيل                  | 27°10′40″N 49°22′35″E / 27.1777399°N 49.3762905°E |
| رأس كشران / جزيرة شريفة      | 1990        | محمية                   | 582.11        | IV                                 | وزارة البيئة والمياه والزراعة                                               | منطقة مكة المكرمة            | الليث                   | 20°12′44″N 40°06′55″E / 20.2121537°N 40.1153907°E |
| وادي عليب                    | 1990        | محمية                   | 33.44         | IV                                 | وزارة البيئة والمياه والزراعة                                               | منطقة الباحة                 | الحجرة                  | 20°05′20″N 40°50′53″E / 20.0889919°N 40.8481804°E |
| وادي عياء / بللسمر           | 1990        | محمية                   | 473.51        | VI                                 | المركز الوطني لتنمية الحياة الفطرية مدينة بللسمر                            | منطقة عسير                   | خميس مشيط               | 18°51′15″N 42°27′03″E / 18.8542041°N 42.4507256°E |
| وادي جوّة / وادي جازان        | 1990        | محمية                   | 131.48        | VI                                 | وزارة البيئة والمياه والزراعة                                               | منطقة جازان                  | فيفاء                   | 17°01′31″N 42°58′47″E / 17.0253711°N 42.9796044°E |
| وادي تيّه                     | 1990        | محمية                   | 705.17        | VI                                 | وزارة البيئة والمياه والزراعة                                               | منطقة عسير                   | محايل عسير              | 18°32′07″N 42°12′16″E / 18.5353636°N 42.2044766°E |
| العروق المعترضة              | 1990        | محمية استخدام الموارد   | 50414.15      | VI                                 | المركز الوطني لتنمية الحياة الفطرية                                         | المنطقة الشرقية              | —                       | 21°27′11″N 54°47′52″E / 21.4530003°N 54.7976419°E |
| ضفّة الوجه                    | 1990        | محمية استخدام الموارد   | 3857.60       | II                                 | المركز الوطني لتنمية الحياة الفطرية                                         | منطقة تبوك                   | الوجه                   | 25°41′33″N 36°43′00″E / 25.6925656°N 36.7165555°E |
| إمتداد لجبل شدا الأعلى       | 1990        | محمية استخدام الموارد   | 76.21         | VI                                 | المركز الوطني لتنمية الحياة الفطرية                                         | منطقة الباحة                 | المخواة                 | 19°44′39″N 41°21′34″E / 19.7441425°N 41.3593973°E |
| حسمى                         | 1990        | محمية استخدام الموارد   | 3699.29       | VI                                 | المركز الوطني لتنمية الحياة الفطرية                                         | منطقة تبوك                   | تبوك ، حقل              | 28°58′30″N 35°36′27″E / 28.9749574°N 35.6073614°E |
| خليج سلوى                    | 1990        | محمية استخدام الموارد   | 7802.48       | VI                                 | المركز الوطني لتنمية الحياة الفطرية                                         | المنطقة الشرقية              | —                       | 25°36′44″N 50°22′03″E / 25.6121466°N 50.3676011°E |
| مرتفعات نجران                | 1990        | محمية استخدام الموارد   | 2241.69       | VI                                 | المركز الوطني لتنمية الحياة الفطرية                                         |                              |                         |                                                   |
| رأس سويحل / رأس القصبة       | 1990        | محمية استخدام الموارد   | 3705.00       | VI                                 | المركز الوطني لتنمية الحياة الفطرية                                         |                              |                         |                                                   |
| وادي الحزمة / وادي تثليث     | 1990        | محمية استخدام الموارد   | 4437.77       | VI                                 | المركز الوطني لتنمية الحياة الفطرية                                         |                              |                         |                                                   |
| إمتداد لمحمية مجامع الهضب    | 1987        | محمية طبيعية خاصة       | 2703.78       | Ia                                 | المركز الوطني لتنمية الحياة الفطرية                                         |                              |                         |                                                   |
| محمية جزرالخليخ للحياة       | 1990        | محمية طبيعية خاصة       | 41.64         | Ia                                 | المركز الوطني لتنمية الحياة الفطرية                                         |                              |                         |                                                   |
| حرّة خيبر / وادي هدية         | 1990        | محمية طبيعية خاصة       | 4895.66       | Ib                                 | المركز الوطني لتنمية الحياة الفطرية                                         |                              |                         |                                                   |
| جبل الدبغ                    | 1990        | محمية طبيعية خاصة       | 628.91        | Ia                                 | المركز الوطني لتنمية الحياة الفطرية                                         |                              |                         |                                                   |
| جزيرة الحويصات / دوحة دويهن  | 1990        | محمية طبيعية خاصة       | 1223.88       | Ia                                 | المركز الوطني لتنمية الحياة الفطرية                                         |                              |                         |                                                   |
| جبال قراقر                   | 1990        | محمية طبيعية خاصة       | 1678.26       | Ia                                 | المركز الوطني لتنمية الحياة الفطرية                                         |                              |                         |                                                   |
| مقلع طمية / حرة كشب          | 1990        | محمية طبيعية خاصة       | 599.24        | Ia                                 | المركز الوطني لتنمية الحياة الفطرية                                         |                              |                         |                                                   |
| وادي ترج / جبل جندف          | 1990        | محمية طبيعية خاصة       | 1119.98       | Ia                                 | المركز الوطني لتنمية الحياة الفطرية                                         |                              |                         |                                                   |
| جبال عرنان / جبل المسمى      | 1990        | متنزه للحياة البرية     | 4750.94       | VI                                 | إمارة منطقة حائل القطاع الخاص                                               |                              |                         |                                                   |

## معرض الصور

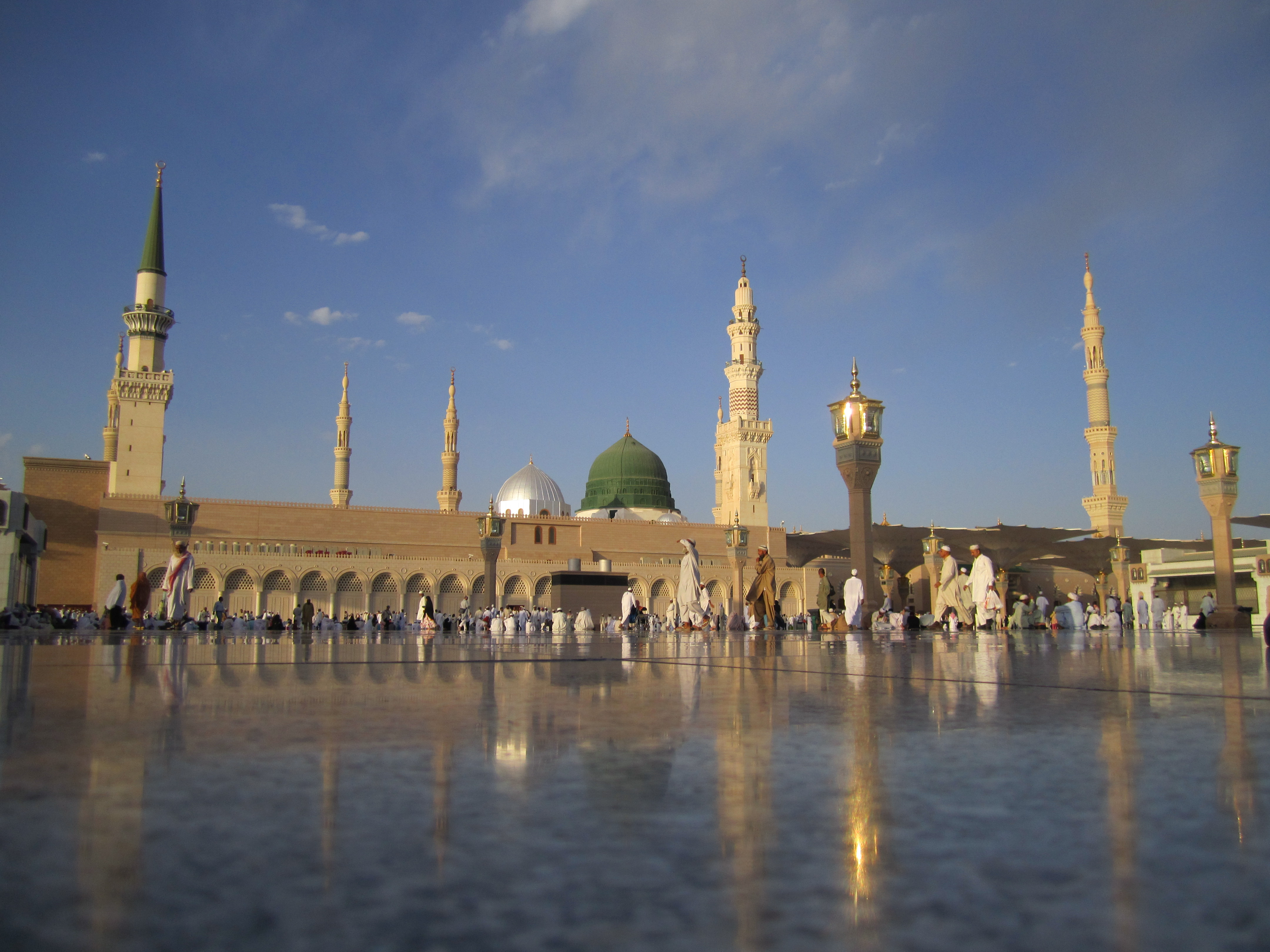
الحرم المدني
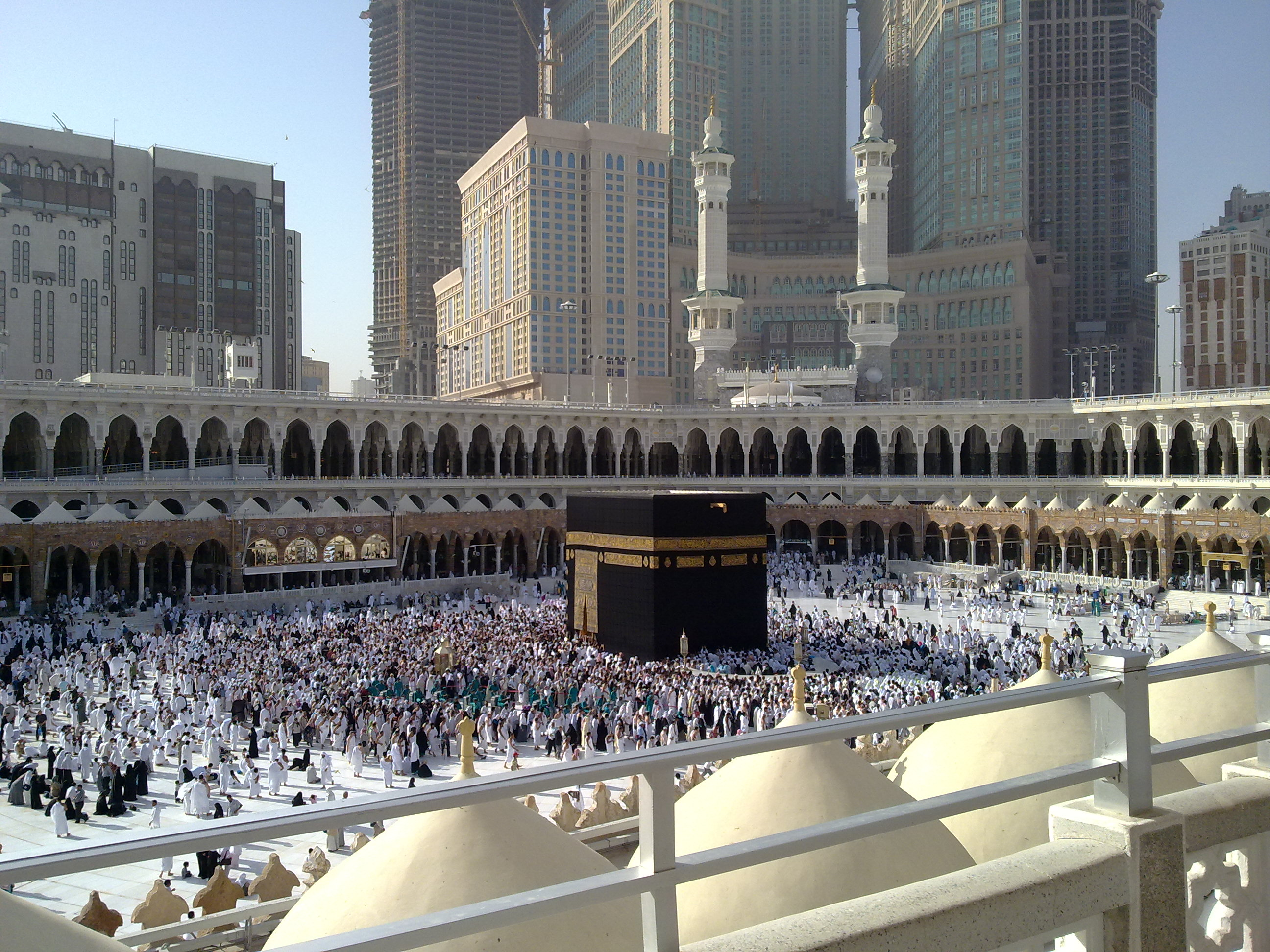
الحرم المكي
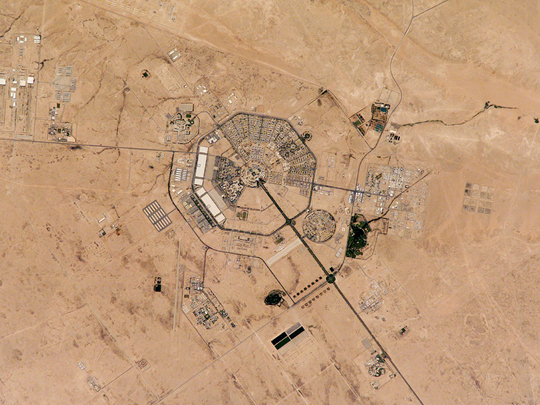
مدينة الملك خالد العسكرية في حفر الباطن
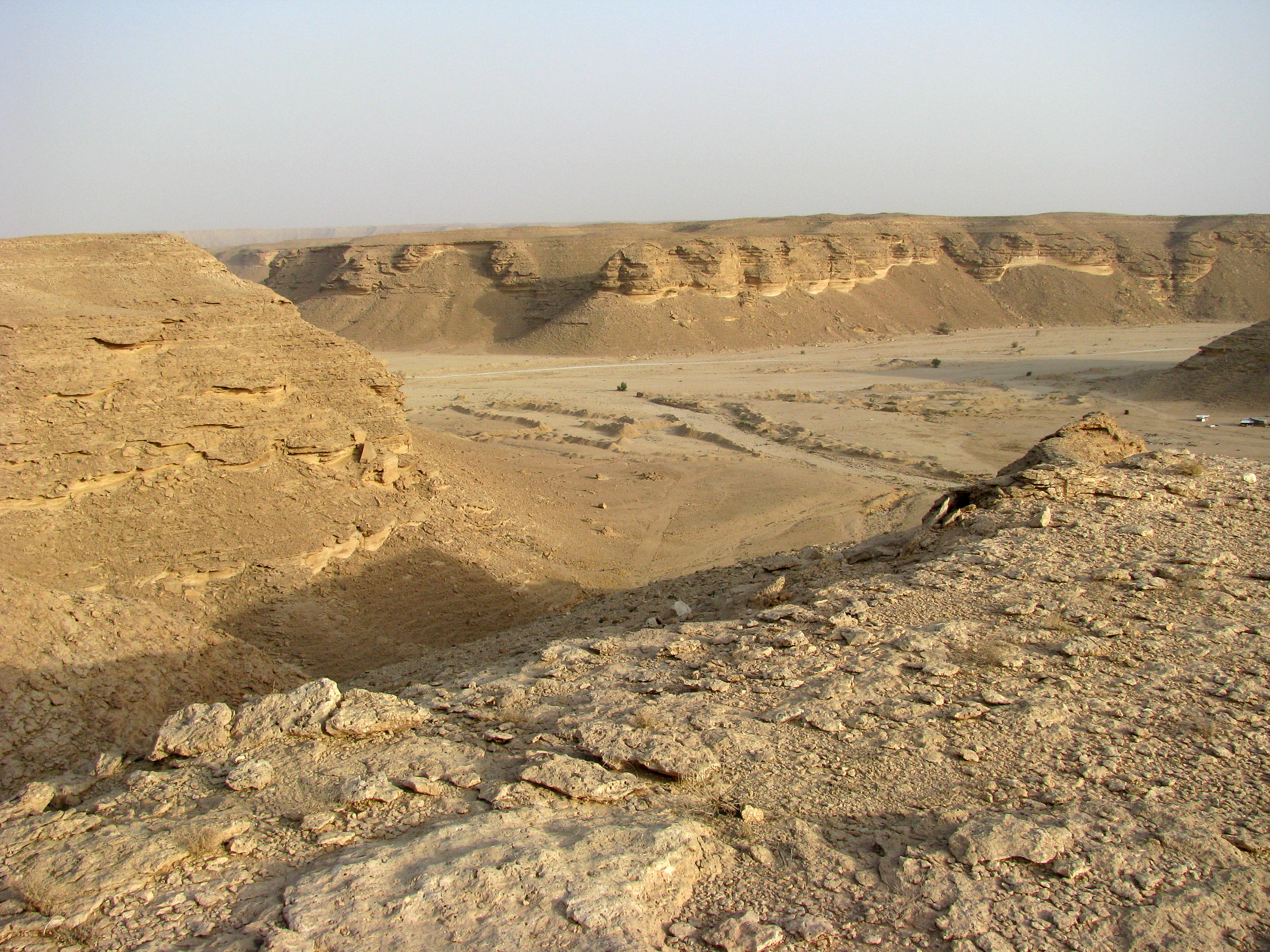
أحد نواحي وادي لبن
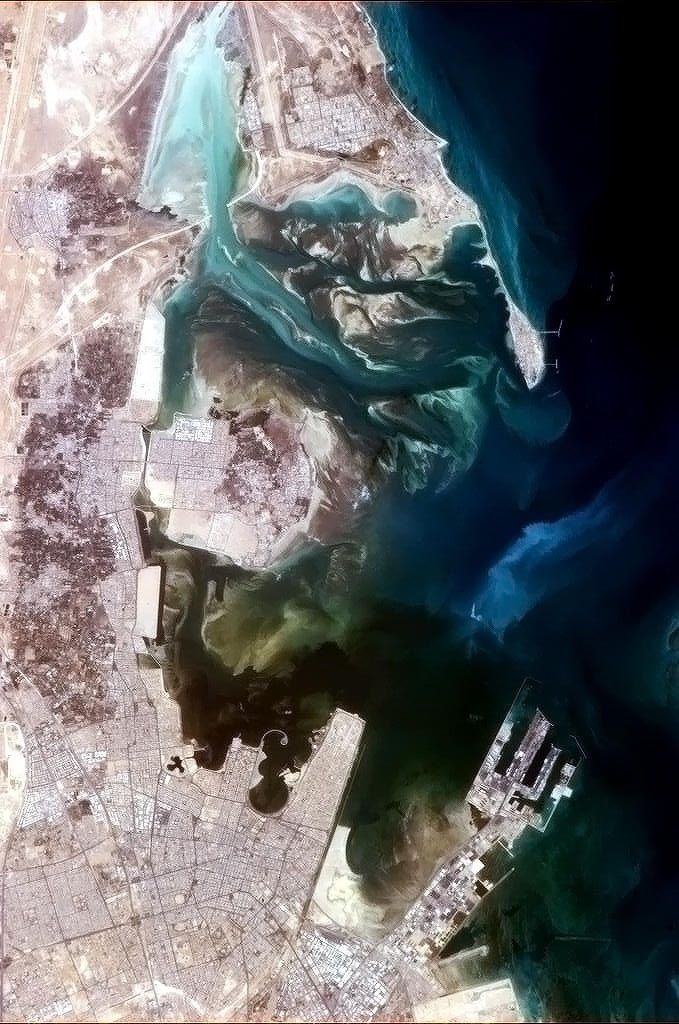
خليج تاروت
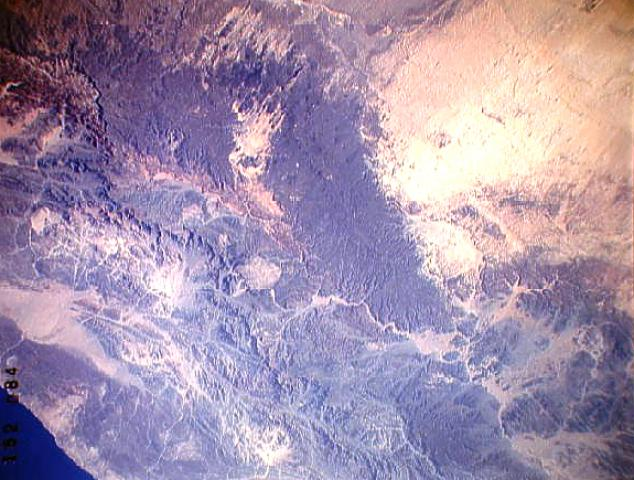
حرة عويرض
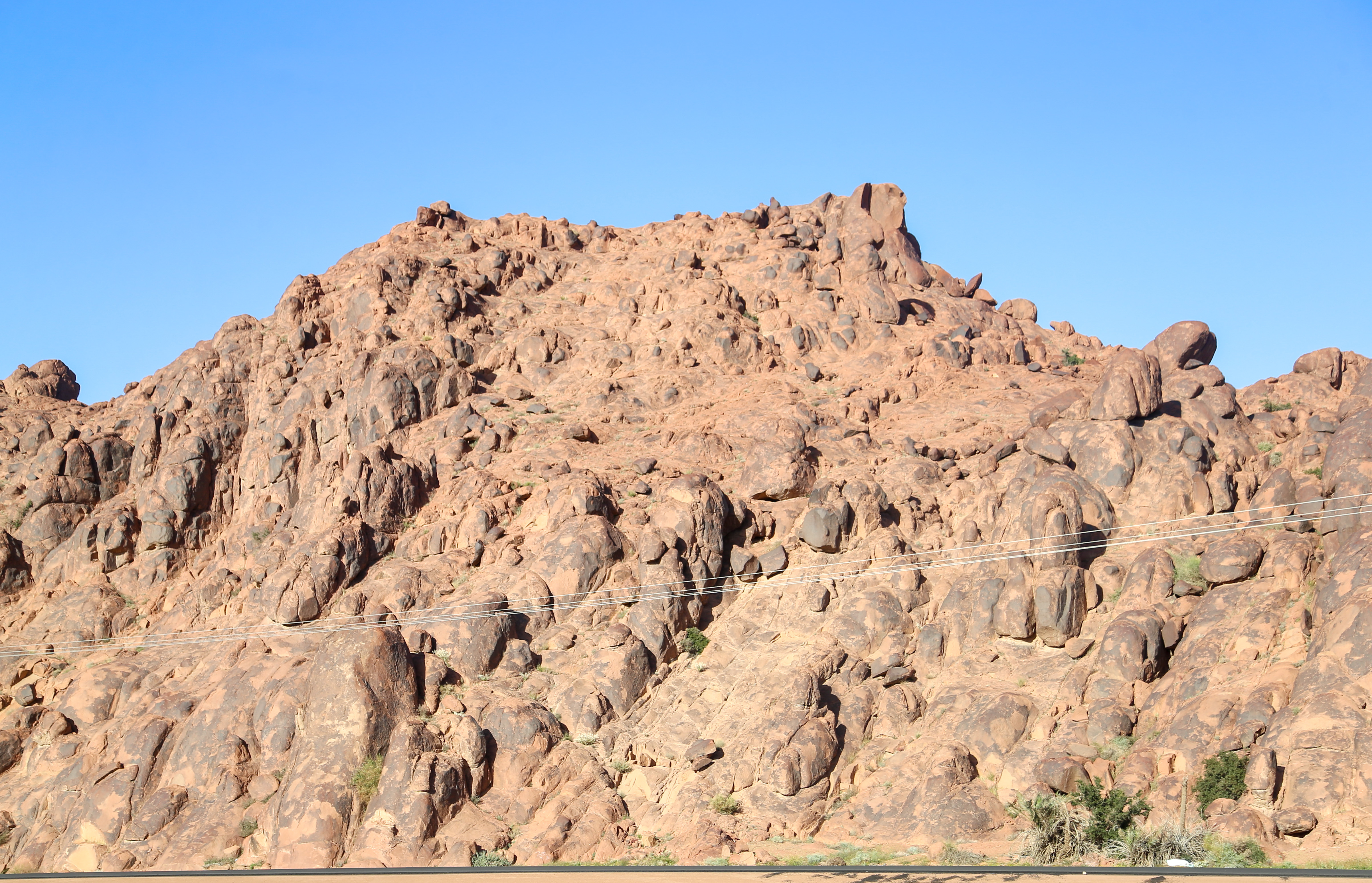
جبل أجا
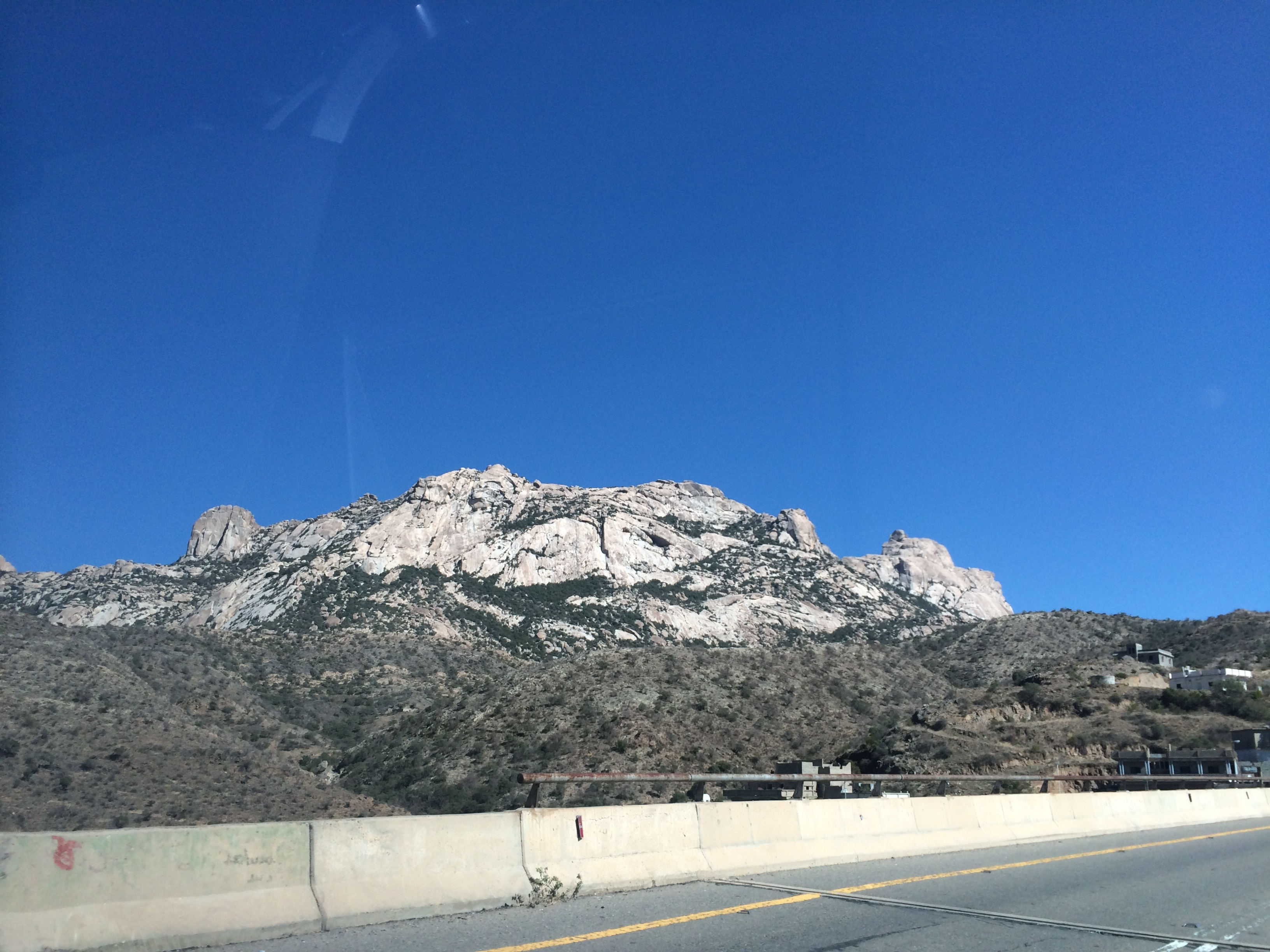
جبل إبراهيم (جبل بثرة)
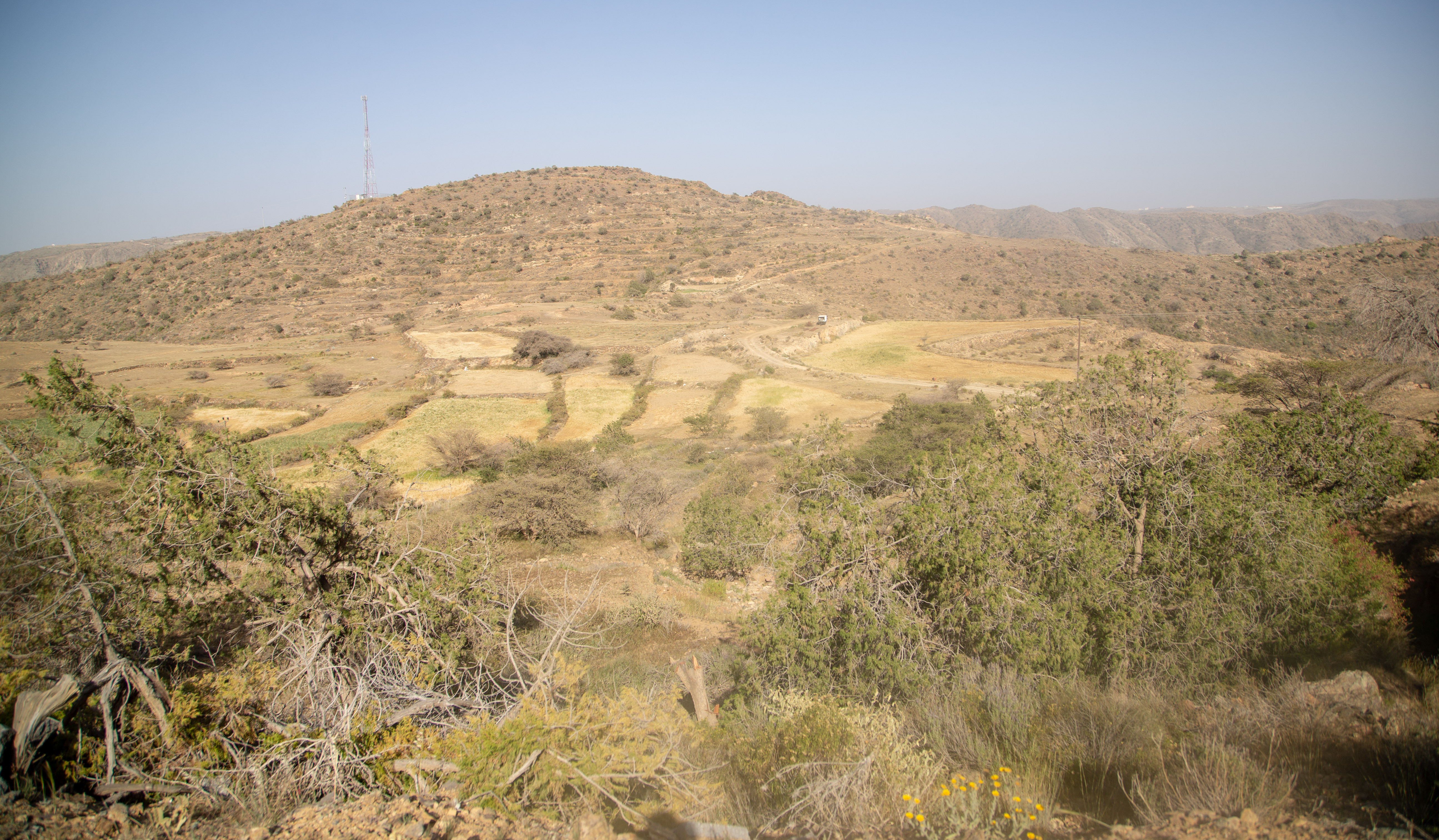
وادي تربة
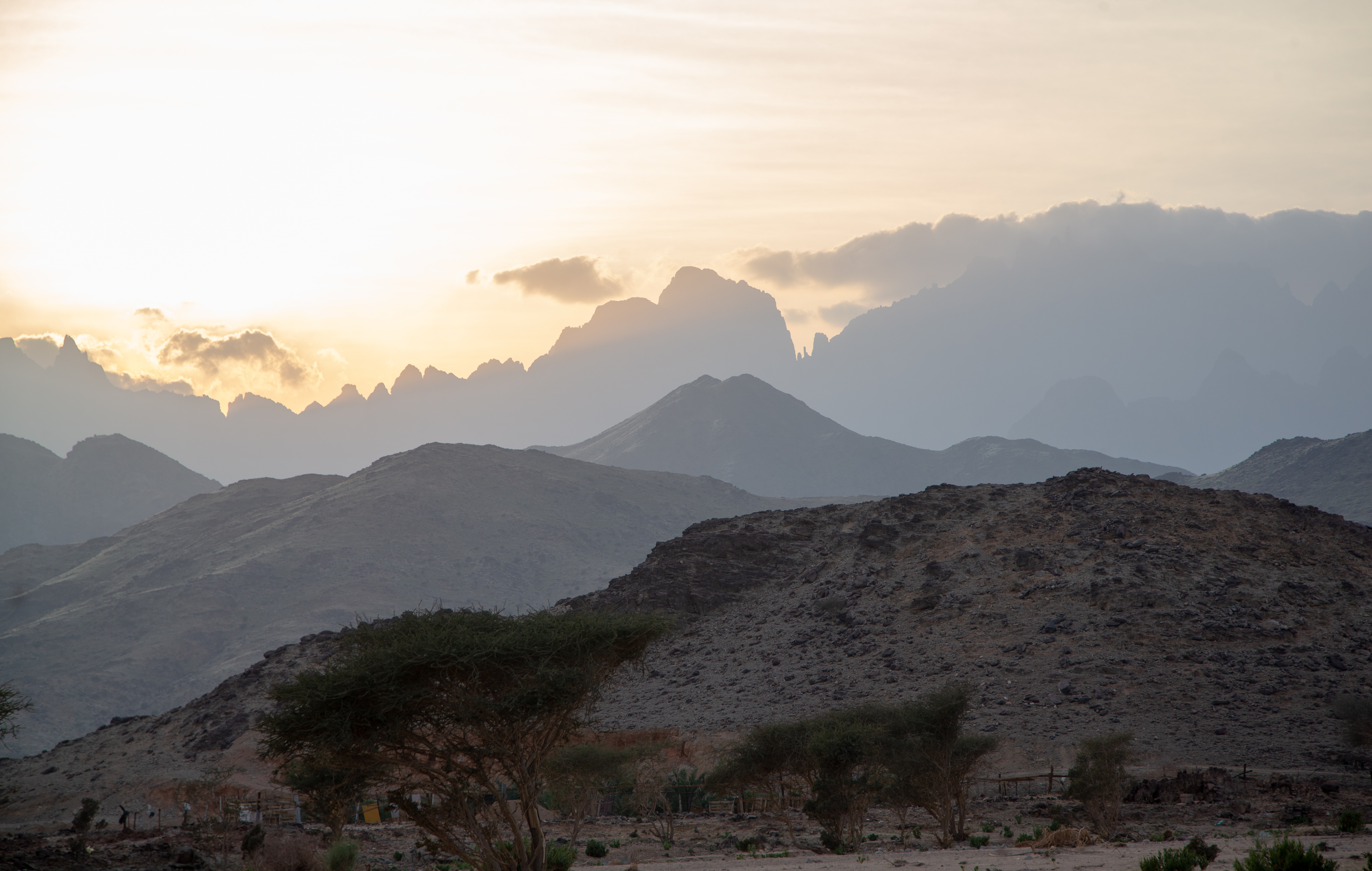
جبل رضوى
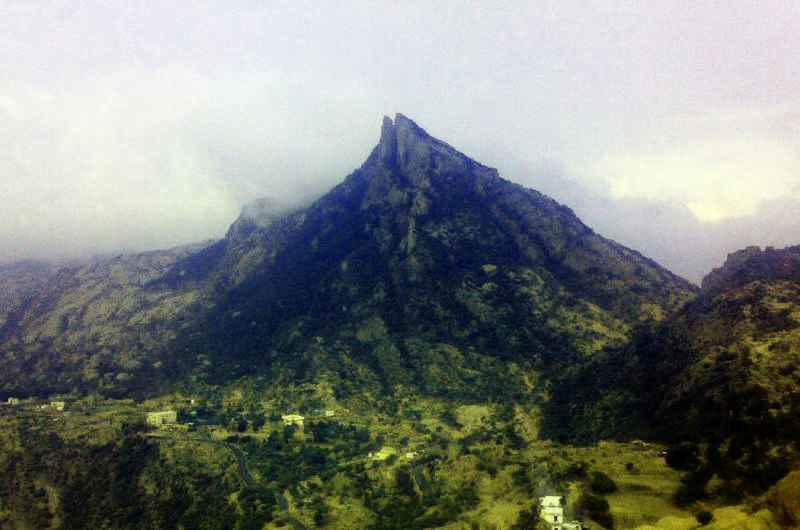
جبل أثرب
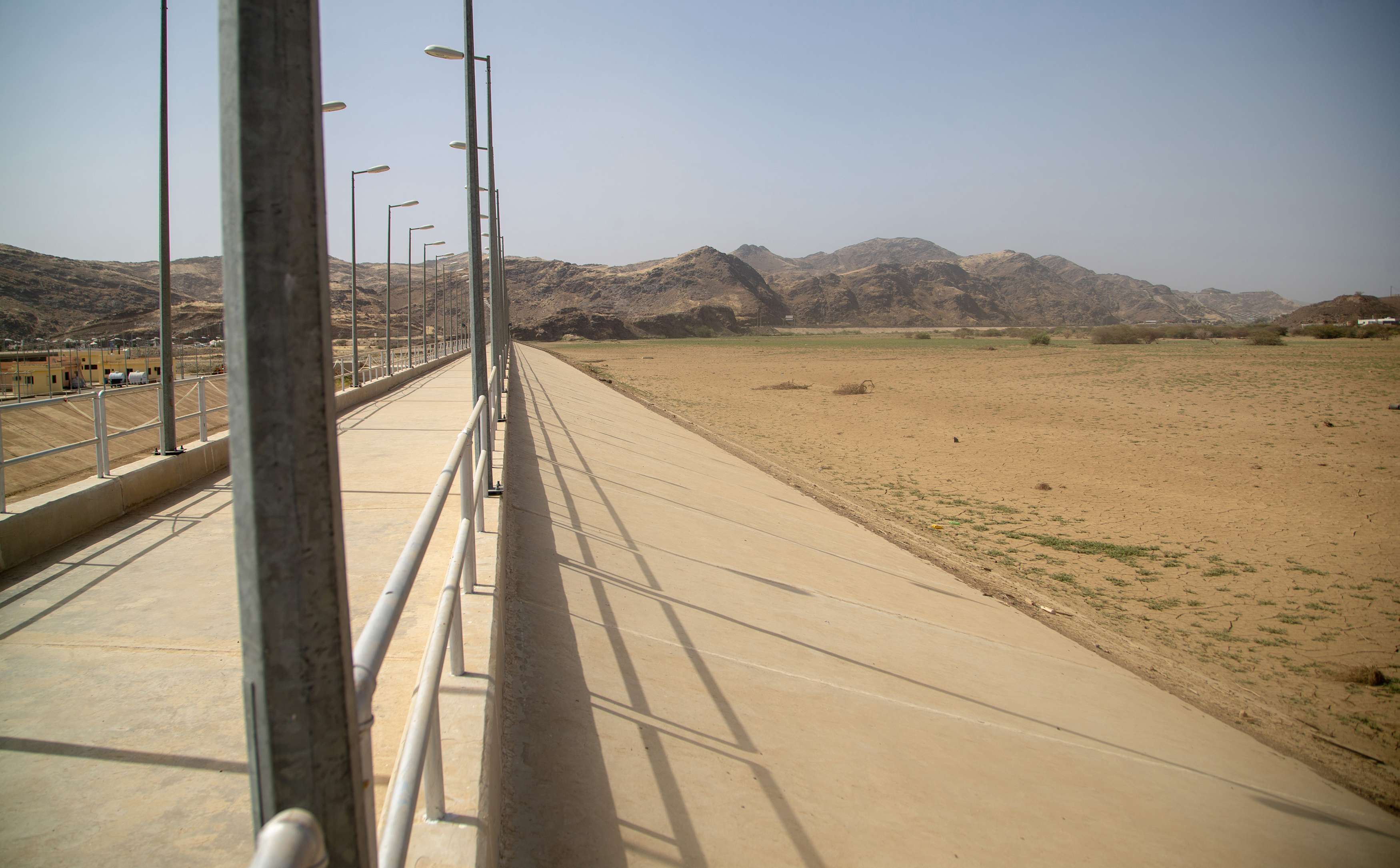
سد وادي عليب
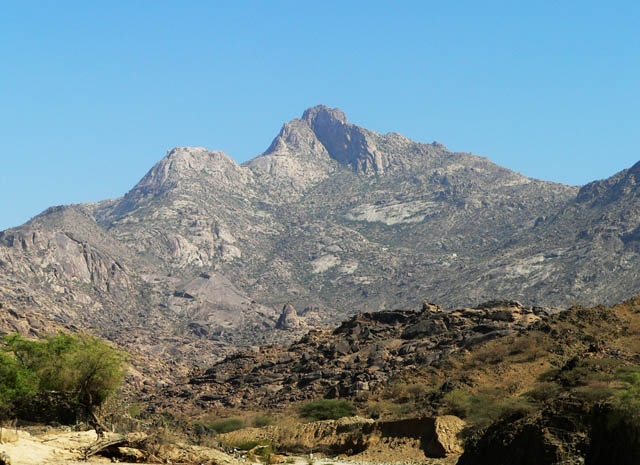
جبل شدا الأعلى
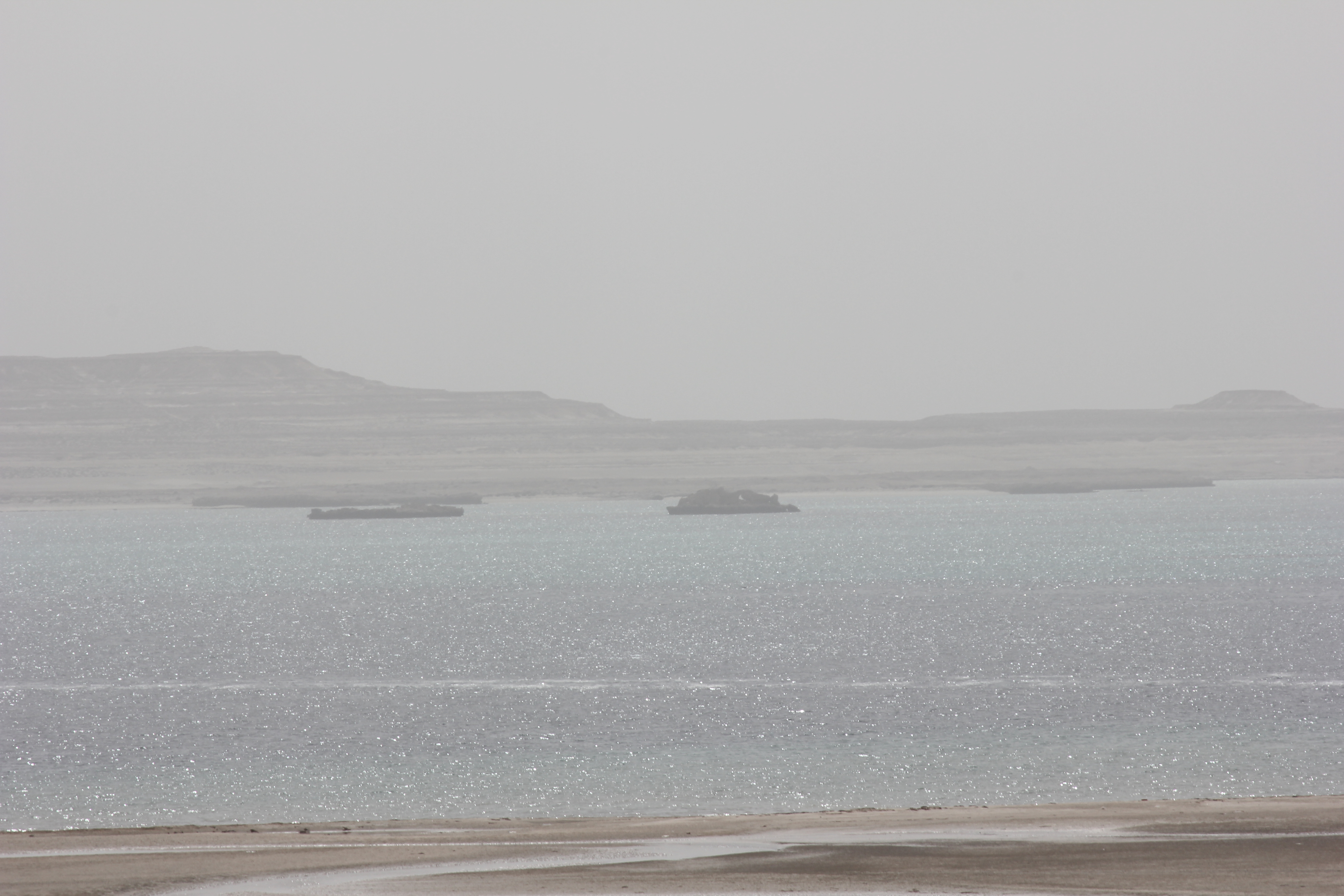
خليج سلوى
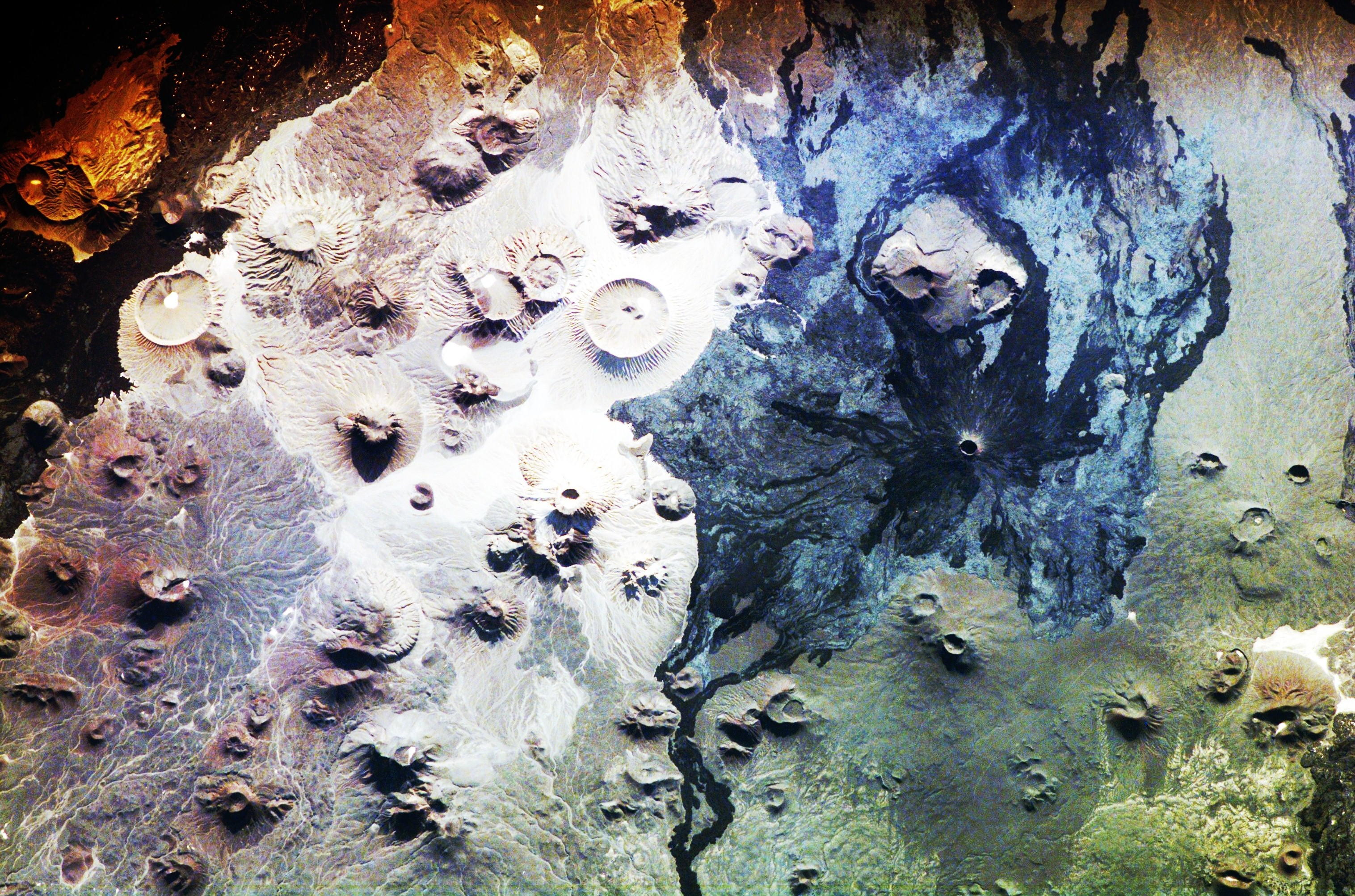
صورة من الأقمار الصناعية لحرة خيبر
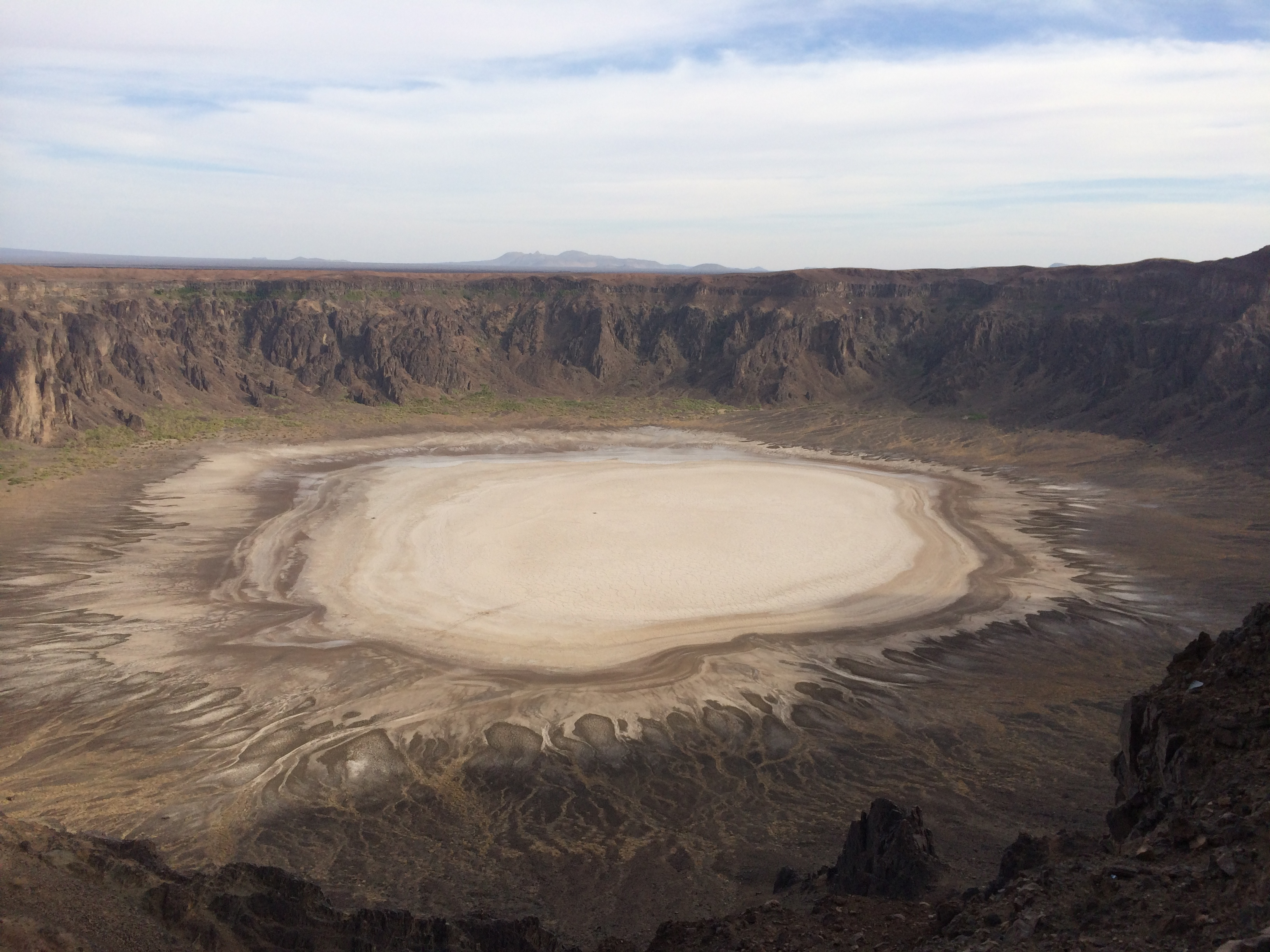
فوهة الوعبة (مقلع طمية)